# 8ème Arrondissement
Das 8ème Arrondissement ist ein Arrondissement im Departement Littoral in Benin. Es ist eine Verwaltungseinheit, die der Gerichtsbarkeit der Kommune Cotonou untersteht und selbst ein Teil des beninischen Hauptortes Cotonou ist. Gemäß der Volkszählung von 2013 hatte das 8ème Arrondissement 32.420 Einwohner, davon waren 15.152 männlich und 17.268 weiblich.

## Geographie
Als Teil der Stadt Cotonou liegt das Arrondissement im Süden des Landes nahe am Atlantik.
Das 8ème Arrondissement setzt sich aus acht Stadtteilen zusammen und ist vor allem als Wohngebiet bekannt:
1. Agbodjèdo St. Rita
2. Agontinkon
3. Gbèdagba
4. Houéhoun
5. Houénoussou St. Rita
6. Mèdédjro
7. Minonkpo Wologuèdè
8. Tonato